# (1563) Noël
(1563) Noël – planetoida z pasa głównego asteroid okrążająca Słońce w ciągu 3 lat i 90 dni w średniej odległości 2,19 au. Została odkryta 7 marca 1943 roku w Observatoire Royal de Belgique w Uccle przez Sylvaina Arenda. Nazwa planetoidy pochodzi od zdrobnienia imienia syna odkrywcy Emanuela Arenda. Przed nadaniem nazwy planetoida nosiła oznaczenie tymczasowe (1563) 1943 EG.